# 厄格阿塔河
厄格阿塔河（羅馬化：Ygyatta）是俄羅斯的河流，屬於維柳伊河的左支流，由薩哈共和國負責管轄，河道全長601公里，流域面積約11,200平方公里，發源自維柳伊高原，流經中雅庫特低地。